# St. Willehadi (Osterholz-Scharmbeck)

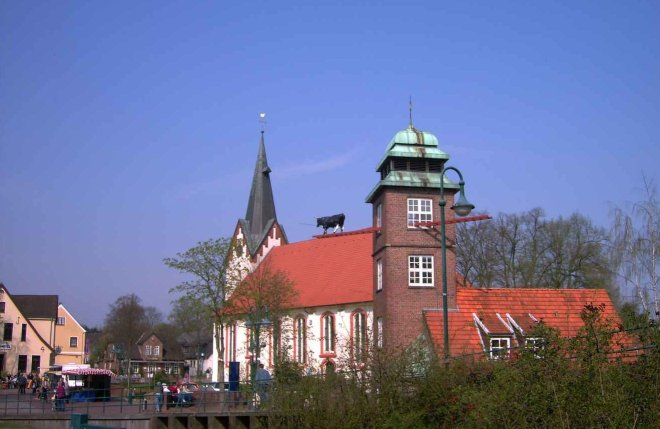
St.-Willehadi-Kirche, davor der Schlauchturm

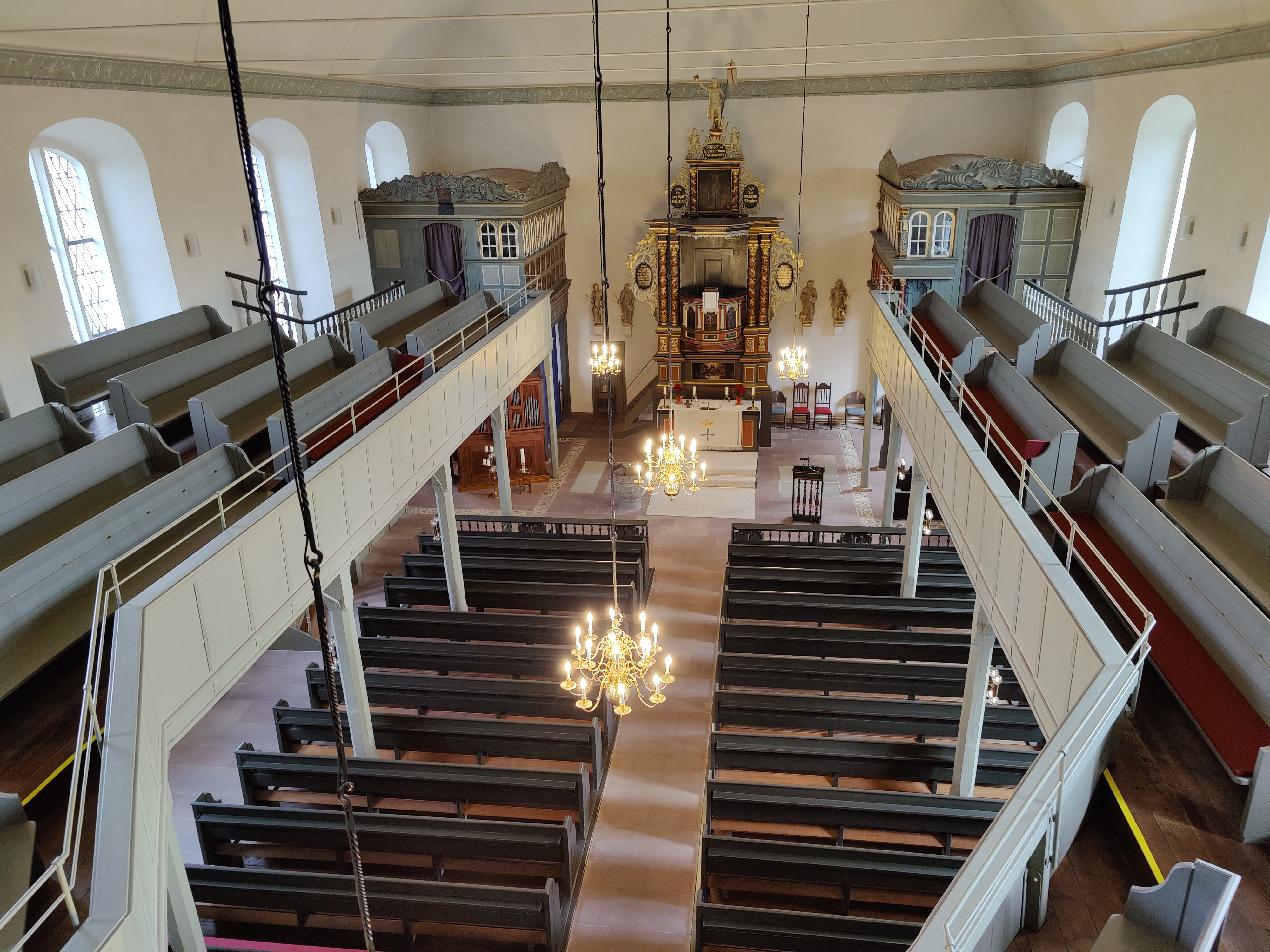
Innenraum

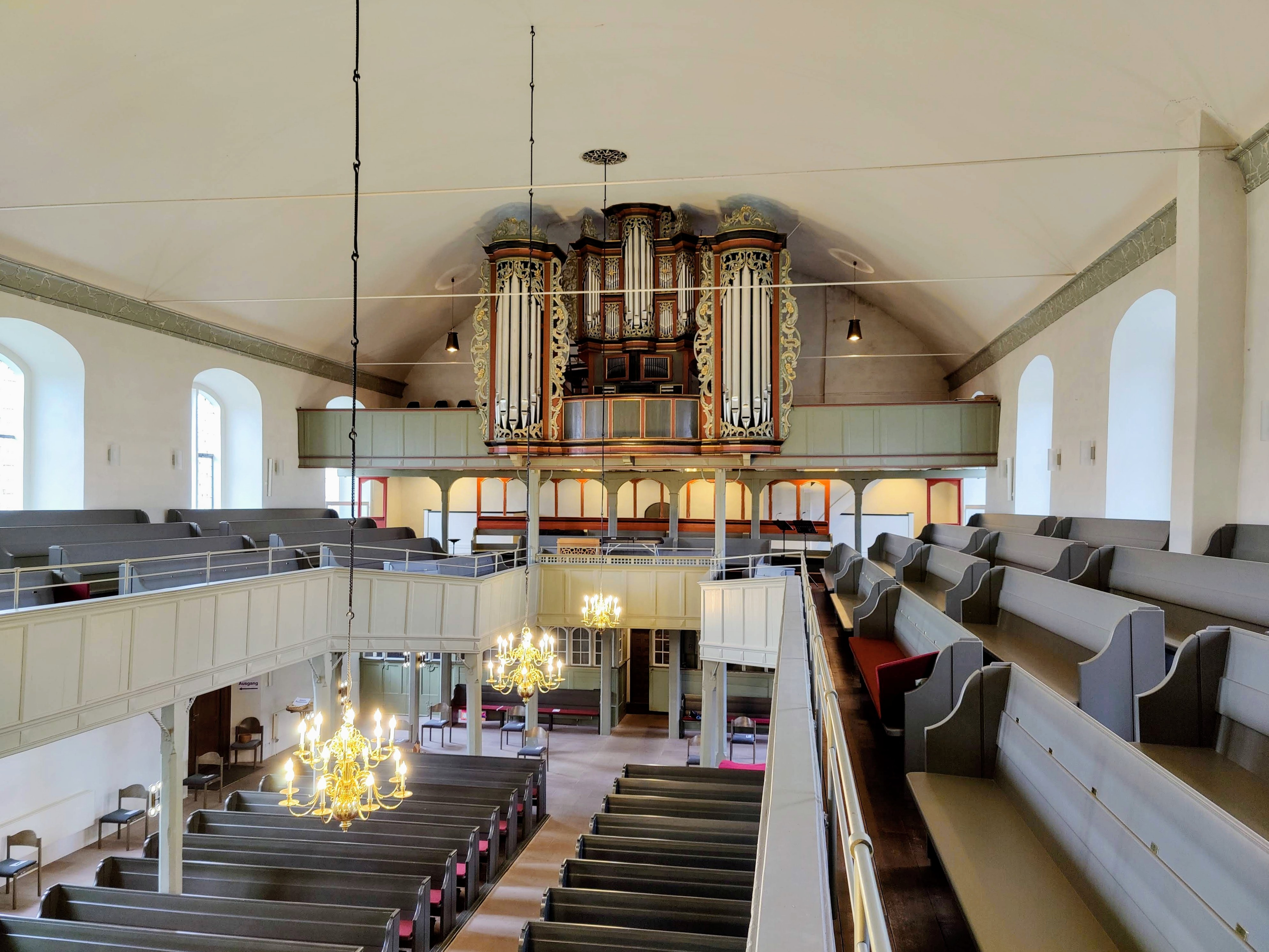
Blick zur Orgel

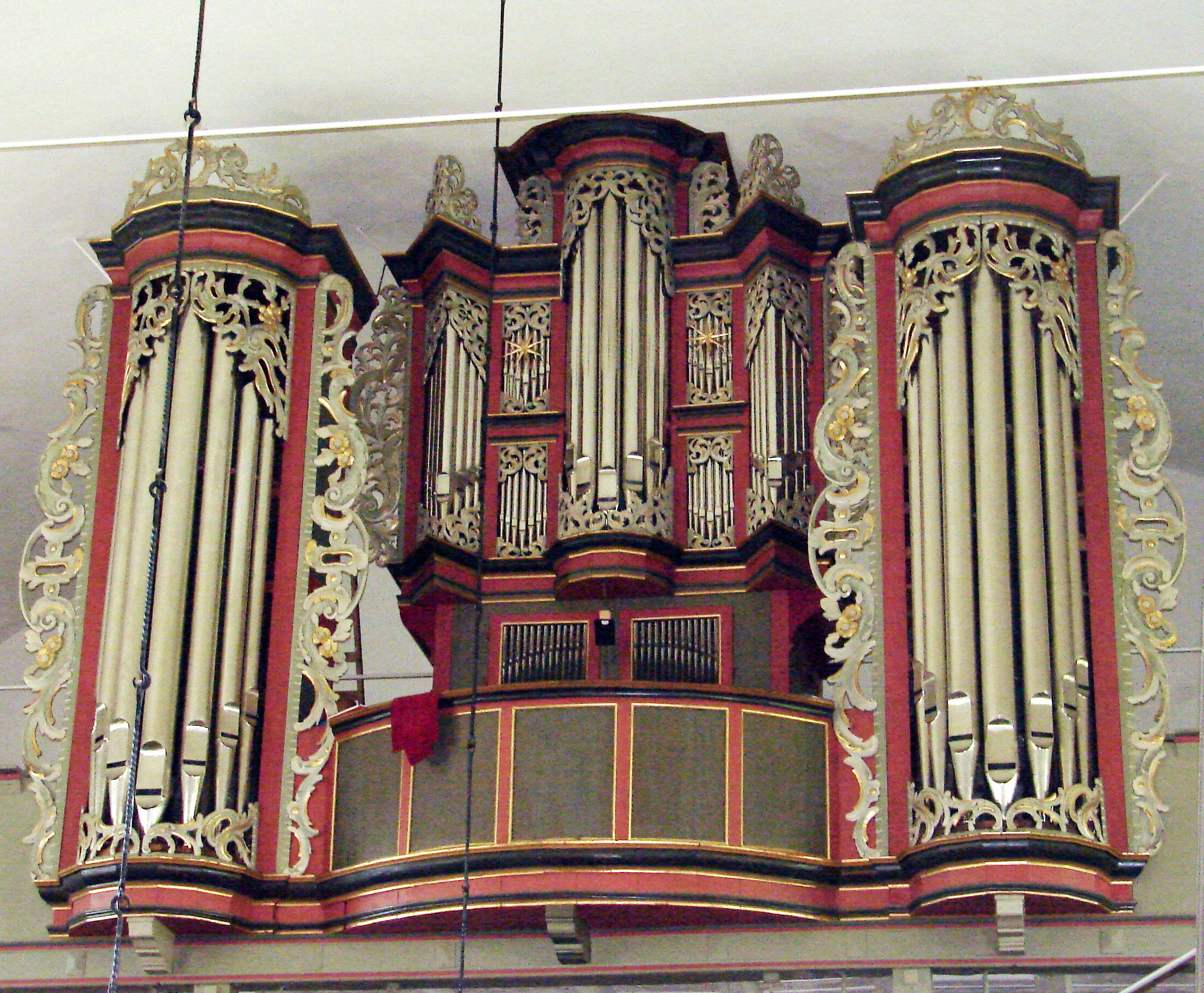
Bielfeldt-Orgel in St. Willehadi

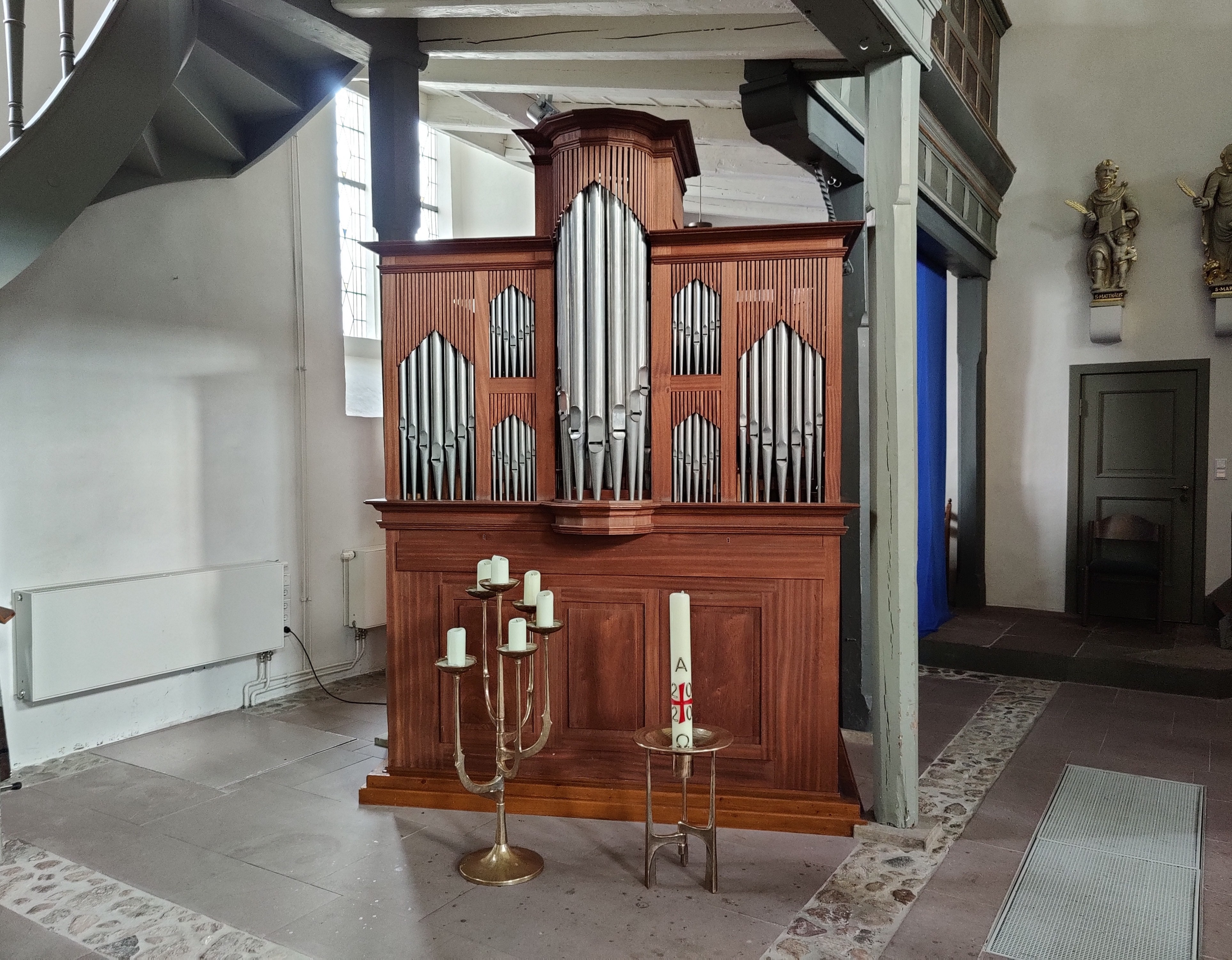
Chororgel

Die Kirche St. Willehadi ist eine evangelisch-lutherische Kirche in Osterholz-Scharmbeck, Ortsteil Scharmbeck. Ihr Patron war der Heilige Willehad. Sie gehört zum hannoverschen Sprengel Stade. Ihre Gründung geht auf den Bischof Ansgar im Jahr 850 zurück. Die Kirchengemeinde schließt die Stadtteile Scharmbeck, Buschhausen, Westerbeck und die Dörfer Hülseberg, Ohlenstedt und Garlstedt ein und umfasst ca. 7000 Mitglieder. Seit dem 1. Januar 2025 bildet die Kirchengemeinde gemeinsam mit den ev.-luth. Kirchengemeinden in Osterholz-Scharmbeck und Ritterhude die ev-.luth. Gesamtkirchengemeinde An der Hamme.
Das Gebäude steht unter Denkmalschutz (siehe auch Liste der Baudenkmale in Osterholz-Scharmbeck).

## Geschichte
Die Kirche St. Willehadi steht im Stadtzentrum von Osterholz-Scharmbeck. Erbaut wurde eine erste Kirche 850 aus Holz und dem Heiligen Willehad, dem ersten Bremer Bischof, gewidmet. Sie ist die älteste Kirche der Region. 1150 wurde die Kirche durch einen Neubau aus Feldsteinen ersetzt, dessen Turmmauern bis heute erhalten sind.

Aufgrund der schnell wachsenden Einwohnerzahl in der Region und der immer größer werdenden Mitgliederzahl der Gemeinde wurde die Kirche 1745 schließlich auf ihre jetzige Größe erweitert.
Sie ist eine rechteckige Saalkirche aus verputztem Backstein, mit ziegelgedecktem Satteldach, nach Osten mit Walm und mit segmentbogigen hohen und backsteinumrandeten Fenstern. Östlich ist der eingezogene niedrige polygonale Chor.

### Turm
Der romanische quadratische Westturm aus Feldsteinen von 1150 wurde um 1900 mit Backsteinen verblendet und erhöht. Er erhielt einen achteckigen spitzen kupferblechgedeckten Turmhelm mit eingezogenem Fuß auf einem Turm mit vier gleichseitigen Giebeln, ähnlich dem Rheinischen Helm.

### Innen
Im Inneren überwölbt ein hölzernes Tonnendach den Saal. Die dreiseitig umlaufende Empore ist im Westen doppelgeschossig, auf der oberen befindet sich die Hauptorgel. Die südliche Prieche im Chor hat eine aufwändige Brüstung.

### Orgeln
Die Orgel der St.-Willehadi-Kirche wurde durch den Orgelbauer Erasmus Bielfeldt in zwei Bauphasen (1731–34 und 1745) erbaut. Sie ist bis heute fast originalgetreu erhalten und verfügt über 23 Register auf zwei Manualen und Pedal. Sie weist folgende Disposition auf:
| I Hauptwerk CD–c3 |     |     |
| Principal         | 8′  | M/B |
| Quintadena        | 16′ | B   |
| Gemshorn          | 8′  | B   |
| Octave            | 4′  | B   |
| Quinta            | 3′  | M   |
| Octave            | 2′  | B   |
| Mixtur III-IV     |     | B   |
| Trompete          | 8′  | B   |
| Gedact            | 8′  | R   |

| II Brustwerk CD–c3 |    |   |
| Gedackt            | 8′ | B |
| Floite duis        | 4′ | B |
| Quinta             | 3′ | B |
| Wald Flöt          | 2′ | B |
| Scharff III        |    | B |
| Dulcian            | 8′ | B |

| Pedal C–d1 |     |   |
| Principal  | 16′ | B |
| Untersatz  | 16′ | B |
| Octave     | 8′  | B |
| Octave     | 4′  | B |
| Mixtur IV  |     | H |
| Posaun     | 16′ | B |
| Trompete   | 8′  | B |
| Cornet     | 2′  | H |

- Koppeln: I/II (Schiebekoppel)
- Tremulant
- Cymbelstern (Krallenglöckchen und Harmonieglocken)

B = Erasmus Bielfeldt (1731–34/45)
R = Johann Hinrich Röver (1870)
H = Harry Hillebrand (1970–72/74)
M = Martin Hillebrand (2004)
- Windversorgung:
  - 3 Keilbälge
  - Winddruck: 73 mmWS
- Stimmung:
  - Höhe etwa 3/4 über a1= 440 Hz
  - Wohltemperierte Stimmung (Bach-Kellner)

Außerdem steht im Chorraum eine Orgel der Orgelbaufirma Gebrüder Hillebrand. Sie besitzt 6 Register auf einem Manual und Pedal.

## Kirchengemeinde
Die große Kirchengemeinde hat über 8000 Gemeindeglieder und rund 300 ehrenamtlich Tätige und das Team der Hauptamtlichen. In der Kirche und im Gemeindehaus wirken u. a. Gruppen und Kreise der Kinder- und Jugendarbeit, Konfirmanden, Senioren und für Kirchenmusik.
Die Kirchengemeinde ist mit verschiedenen Einrichtungen verbunden, u. a. Diakonisches Werk mit Diakonischen Diensten und Haus am Hang, Kindergarten Wiesenstraße, Scharmbecker Friedhof und Trauercafé.